# Gerrit van Dijk (wiskundige)
Gerrit van Dijk (Kampen, 14 augustus 1939 - 16 april 2022) was een Nederlandse hoogleraar in de wis- en natuurkunde. Hij was tot 2004 als hoogleraar verbonden aan de Universiteit Leiden.

## Leven en werk
Van Dijk studeerde wiskunde aan de Universiteit Utrecht waar hij in 1969 promoveerde. Na zijn studie was hij van 1969 tot 1970 verbonden aan het Institute for Advanced Study in het Amerikaanse Princeton. Van 1970 tot 1972 was hij staflid aan de Universiteit Utrecht. In dat jaar werd hij benoemd tot hoogleraar aan de Universiteit Leiden. Van 1988 tot 1992 was hij decaan van de faculteit wiskunde en natuurwetenschappen aldaar. Van 1997 tot 2004 was hij directeur van het Mathematisch Instituut van de Leidse Universiteit.
Van Dijk was gasthoogleraar aan diverse universiteiten in Duitsland, Frankrijk, Japan, Rusland en Zweden. Hij was lid van het Wiskundig Genootschap, de American Mathematical Society, het Bataafsch Genootschap en de Hollandsche Maatschappij der Wetenschappen.
Van Dijk was gehuwd en had drie kinderen.